# Johannes Kuhlo
Karl Friedrich Johannes Kuhlo, född den 8 oktober 1856 i Gohfeld (sedan 1969 en stadsdel i Löhne), död den 16 maj 1941 i Gadderbaum (sedan 1972 en stadsdel i Bielefeld), var en tysk musiker (bleckblåsinstrument, speciellt flygelhorn) och pastor. Tillsammans med sin far, pastorn Eduard Kuhlo, grundade han den tyska evangeliska Posaunenchor-rörelsen (mässingsorkestrar som spelar i samband med gudstjänster och i andra kyrkliga sammanhang). I samarbete med den i Bielefeld verksamme instrumentmakaren Ernst David utvecklade Johannes Kuhlo kring år 1900 det efter honom benämnda kuhlohornet.

## Kuhlohorn
Kuhlohornet är en typ av flygelhorn som kännetecknas av ett djupt skålformigt munstyke, rotorventiler och en oval form. Det är stämt i B♭ och stämningen justeras med den andra bygeln efter ventilerna.

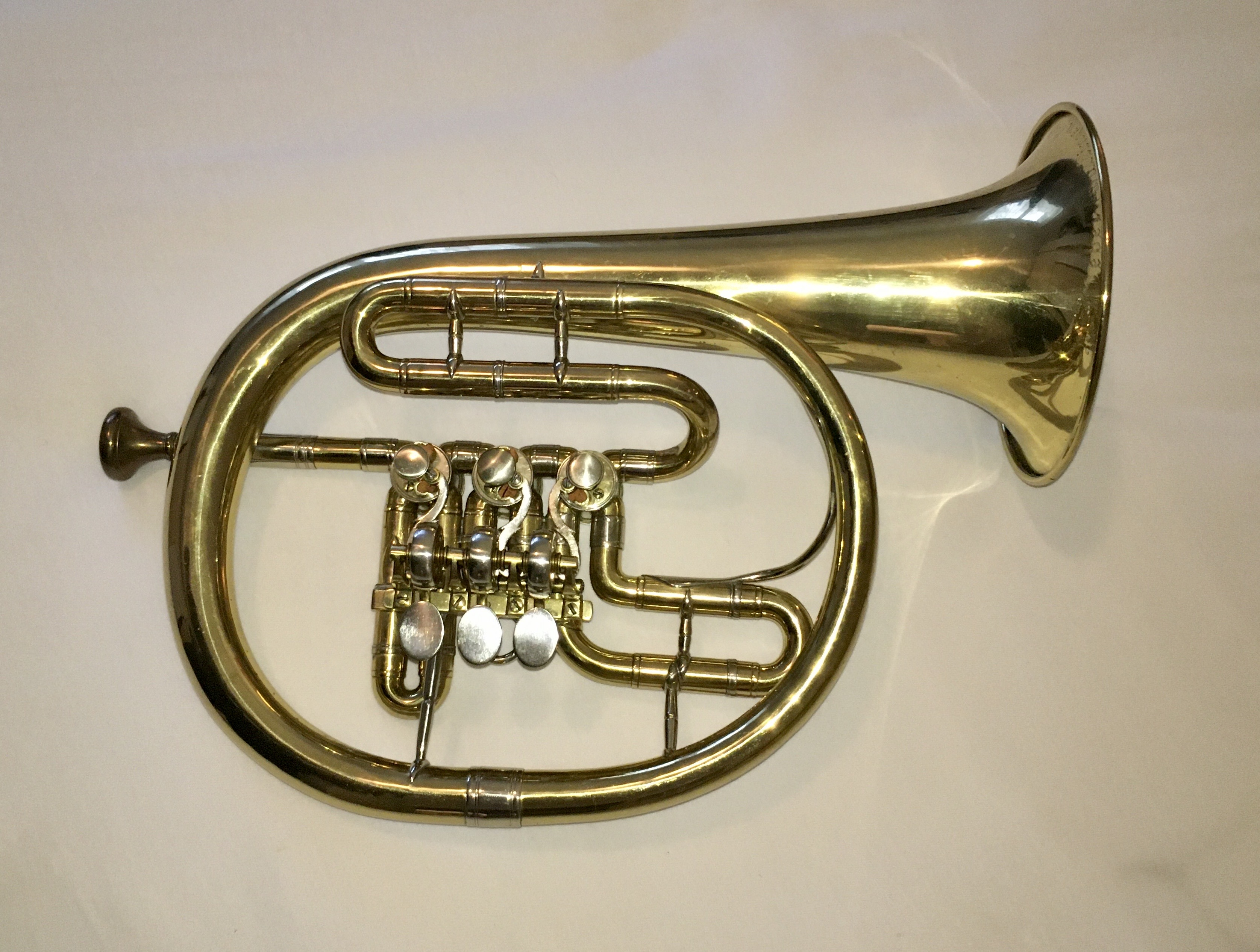
Kuhlohorn från Ernst David Instrumentenfabrik, Bielefeld. Stämningen justeras med bygeln längst uppe till vänster.
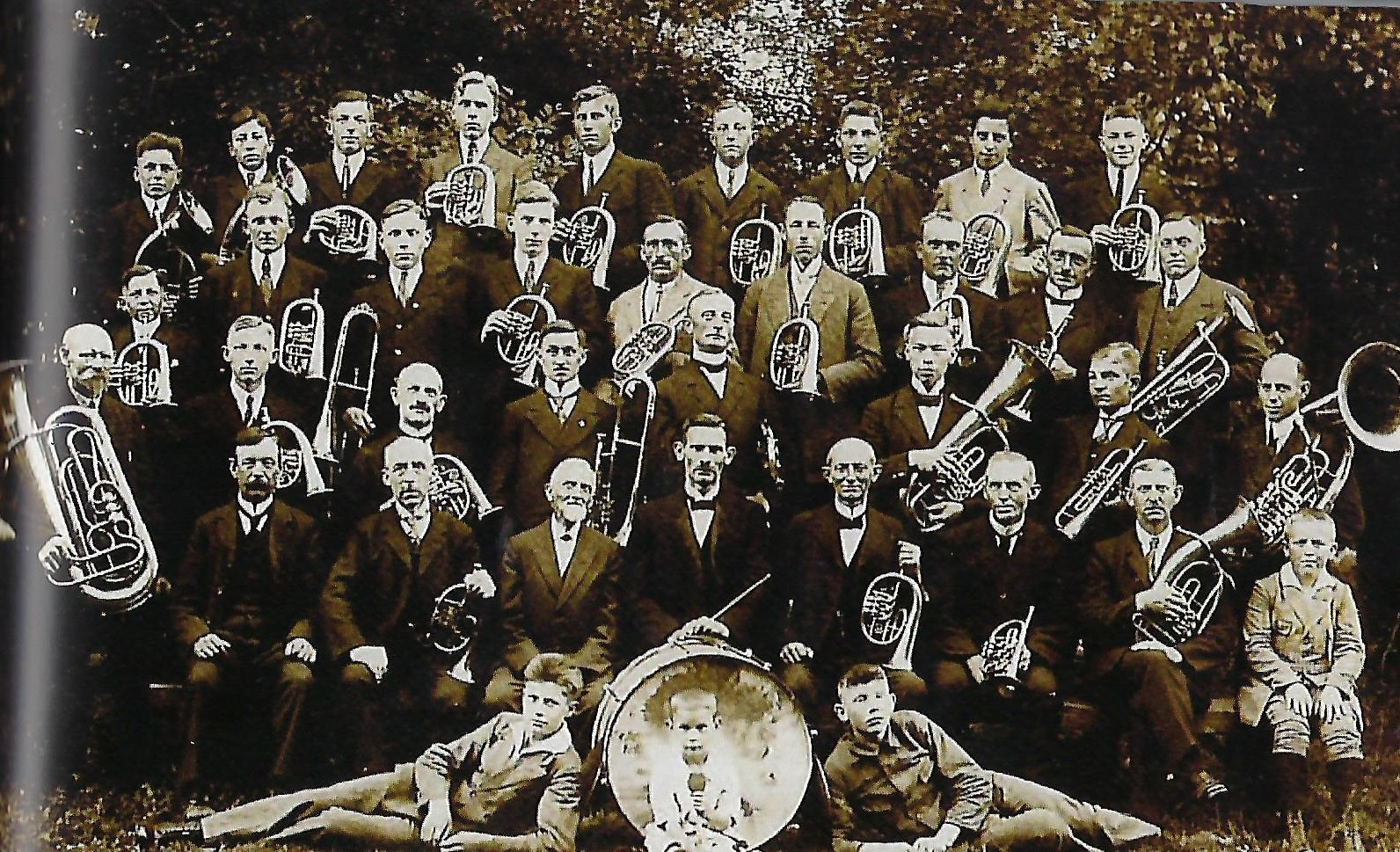
Posauenchor Schneverdingen 1925.